# Montmélian
Montmélian (in italiano anche Monmeliano, desueto) è un comune francese di 4 138 abitanti situato nel dipartimento della Savoia della regione dell'Alvernia-Rodano-Alpi. Esso si trova nella valle detta Comba di Savoia ed era una delle città principali dell'antica provincia di Savoia.
È bagnata dal fiume Isère. Anticamente si chiamava Mediolanum come Milano con la quale condivide origine celtica.

## Società

### Evoluzione demografica
Abitanti censiti